# Ruth Buffalo
Pour les articles homonymes, voir Buffalo.
Ruth Anna Buffalo est une femme politique américaine et la première amérindienne du Parti démocrate élue dans le Dakota du Nord. Elle est membre de la Chambre des représentants du Dakota du Nord pour le 27e district du Dakota du Nord depuis le 1er décembre 2018.

## Enfance et éducation
Buffalo est membre des Mandans, Hidatsas et Arikara, trois tribus amérindiennes du Dakota,. Buffalo obtient un Baccalauréat ès Sciences en justice pénale et trois maîtrises : une en gestion, une autre en administration des affaires et la dernière en santé publique,.

## Carrière politique
Son engagement politique commence lorsqu'elle se présente au poste de commissaire aux assurance de l'État du Dakota du Nord en 2016, élection qu'elle perd. En avril 2017, elle devient secrétaire du parti pour la North Dakota Democratic Nonpartisan League et en juillet 2017, elle est nommée à la Fargo Native American Commission.

### Chambre des représentants du Dakota du Nord
Elle remplace Randy Boehning (en), le promoteur de la Voter ID Law (en), qui prive de façon disproportionnée les électeurs amérindiens de leurs droits électifs. Ses propositions lors de l'élection incluent l'accès au soins, à l'éducation, les impôts fonciers et la sécurité communautaire,. Lors de sa cérémonie d'investiture à Bismarck le 1er décembre 2018, elle porte une robe traditionnelle amérindienne.